# Eremus longicauda
Eremus longicauda är en insektsart som beskrevs av Francois Jules Pictet de la Rive och Henri Saussure 1893. Eremus longicauda ingår i släktet Eremus och familjen Gryllacrididae. Inga underarter finns listade i Catalogue of Life.